# Pim de Bruijne
Pim de Bruijne (1946) is een Nederlandse politicus. De Bruijne is lid van de PvdA.

## Leven en werk
De Bruijne begon zijn loopbaan in het welzijnswerk. Hij was van 1975 tot 1985 achtereenvolgens opbouwwerker en consulent opbouwwerk in de provincie Groningen. In 1985 werd hij directeur van de provinciale begeleidingsorganisatie Probe. In 1991 werd hij directeur/bestuurder van een woningbouwcorporatie in Hoogezand. Daarnaast was hij politiek actief voor de PvdA. Hij was van 1999 tot 2008 lid van Provinciale Staten van Groningen. Van 2002 tot 2007 vervulde hij de functie van fractievoorzitter en van 2007 tot 2008 die van vicevoorzitter van de PvdA-fractie. Van 2008 tot 2011 was hij gedeputeerde van Groningen. Als gedeputeerde met onder meer wonen in zijn portefeuille kreeg hij te maken met de problemen van bevolkingskrimp in de provincie Groningen. De gevolgen van deze krimp werden zichtbaar in een project als de Blauwestad en in de perikelen rond het dorp Ganzedijk, waarmee hij als gedeputeerde werd geconfronteerd.  Na zijn vertrek als gedeputeerde werd hij onder meer voorzitter van de Gemeenschappelijke Regeling Meerstad, voorzitter van de raden van toezicht van het Noorderpoortcollege, van de Zonnehuisgroep Noord, voorzitter van de landelijke Clientenraad Academische Ziekenhuizen (CRAZ) en onafhankelijk voorzitter van het bestuurlijk overleg Regionaal Orgaan Acute Zorg (ROAZ) van de drie noordelijke provincies. Ook is hij sinds 2013 voorzitter van de Stichting Oude Groninger Kerken. 
De Bruijne werd in 2019 benoemd tot Ridder in de Orde van Oranje Nassau.